# 姚崇 (十六国)
姚崇（?—?），南安郡赤亭（今甘肅省隴西縣西）羌人。十六國後秦宗室，將領。姚苌子，姚兴弟。
389年，后秦皇帝姚苌和前秦皇帝苻登会战，多败，派中军将军姚崇突袭大界。苻登在安丘把他截住打败。390年四月，姚苌派中军将军姚崇率领几百名骑兵偷袭魏揭飞，派镇远将军王超等人攻击斩杀魏揭飞。393年，东晋的氐族首领杨佛嵩叛变，九月，晋军在潼关附近将杨佛嵩打败。姚崇出兵搭救杨佛嵩，击败晋军，杀死晋将赵睦。姚苌去世。姚兴不对外宣布，任命叔叔姚绪镇守安定，姚硕德镇守阴密，姚崇留守长安。395年，后秦皇帝姚兴封他的弟弟姚崇为齐公，姚显为常山公。397年，姚崇进犯洛阳，东晋河南郡太守夏侯宗之坚守在金墉城，姚崇没有攻克，便裹胁二万多户流民撤回。399年，后秦齐公姚崇、镇东将军杨佛嵩进犯东晋的洛阳，河南太守陇西郡人辛恭靖加固防守。